# Бона Деа
Бона деа (на латински: Bona Dea – „Добрата богиня“) в древноримската митология е богиня, една от богините-майки, чието име е табуирано. Отъждествявана е с различни божества (Юнона, Хеката, Опс, Фауна и др.). Понякога е обединявана с горския бог Силван. Свързвана е с горите, особено с растителността, билките и магиите. Обикновено е изобразявана заобиколена от змии, с рог на изобилието в ръце. Посвещавани са ѝ горички, култови обекти под формата на малки кулички с огнища, както и огледала като средство за магии.
Култът към Бона деа е най-разпространен сред плебеите, откъдето са излъчвани и нейните свещенослужители. На нея са посветени два празника през годината, на които присъствието на мъже е забранено (присъстват само омъжени жени и весталки). Единият е на 1 май в храма ѝ на Авентин, другият е в началото на декември в дома на действащия консул. На празника е забранено внасянето на вино, ако случайно има такова, то е наричано мляко, а съдът, в който се намира – гърне с мед.